# Ricard Piqué Batlle
Ricard Piqué Batlle (Tàrrega, 10 de novembre de 1901 — Barcelona, 4 de gener de 1990), fou un teòric comptable, directiu empresarial i president de la Reial Acadèmia de Ciències Econòmiques i Financeres. A les dècades dels anys 20 i 30 del segle xx, abans del final de la guerra civil, conreà la poesia en català i fou actiu en els moviments culturals i polítics afins al noucentisme catalanista, especialment en la seva Tàrrega nadiua.

## Biografia

### Activitats culturals i socials a Tàrrega
A Tàrrega formà part de l'agrupació Nova Parla, que agrupava el jovent nacionalista noucentista i que, juntament amb una altra agrupació targarina, Vida Nova, protagonitzà el moviment de regeneració de la vida social local en el període d'entreguerres, amb una preocupació central per l'impuls i suport a la llengua catalana. Conreà la poesia en català, publicant-se tres volums: Coses de Tàrrega. Poesies (1921), Instants (1922) i L'esperit d'una ciutat: poema (1922) Col·laborà amb la revista La Academia Calasancia, on hi publicà en català, els anys 20 del segle xx, articles sobre tècnica poètica, la traducció d'una oda d'André Chénier, i una poesia pròpia de tema odisseic, A Nausica. En el marc de la seva preocupació per la llengua catalana, consta com a corresponsal de Pompeu Fabra amb motiu de les Converses filològiques d'aquest darrer.

### Treball i estudis a Barcelona
Jove encara, es traslladà a Barcelona, per treballar i per estudiar. Inicialment autodidacte, com era habitual a l'època, en qüestions tècniques empresarials, el 1933 ingressà a l'Escola de Comerç, per revalidar amb un títol els seus estudis, i el 1935 aconseguí el títol de professor mercantil. Posteriorment continuà estudiant, i el 1956 es titulà com intendent mercantil i, ja complerts els 70 anys, va obtenir el títol de doctor en ciències econòmiques.
Aviat ocupà càrrecs destacats de direcció administrativa, comptable i financera a empreses importants i, ja en la postguerra de la guerra civil, fou director general d'Anglo Española de Electricidad i President d'Aismalibar, entre altres càrrecs.

### La Reial Acadèmia de Ciències Econòmiques i Financeres
El 30 de novembre de 1944 ingressà com a acadèmic a la Reial Acadèmia de Ciències Econòmiques i Financeres, de la que n'assumí la presidència l'any 1947, essent nomenat president perpetu d'aquesta l'any 1954.

### Obra pròpia (selecció)
- Piqué Batlle, Ricard. Coses de Tàrrega. Poesies.  Tàrrega: Imp. Sauret germans, 1921, p. 63 p..
- Piqué Batlle, Ricard. Instants, 1922.
- Piqué Batlle, Ricard. L'esperit d'una ciutat: poema.  Tàrrega: Impremta Sauret, 1922, p. 31p..
- Piqué Batlle, Ricard. L'aspecte economico-comptable de la col·lectivització.  Barcelona: Bosch, 1937, p. 70p..[Enllaç no actiu]

### Obres de referència
- Capdevila 2000 : Capdevila i Capdevila, Joaquim «La Tàrrega noucentista (1898 - 1923). Una primera aproximació» (pdf). Urtx: revista cultural de l'Urgell. Nº 13. Museu comarcal de l'Urgell. Tàrrega / Institut Ramon Muntaner, 2000, pàgs. 145-227. ISSN: 2014-4857 [Consulta: 9 gener 2016].
- Capdevila 2010 : Capdevila i Capdevila, Joaquim «Catalanisme i construcció simbòlica. Qüestions generals i un cas particular; el noucentisme targarí (1898-1936)» (pdf). Cercles. Revista d'història cultural. Universitat de Barcelona, Nº 13, 2010, pàgs. 9-43. ISSN: 1699-7468 [Consulta: 9 gener 2016].
- Fabra C.F. : Fabra, Pompeu. «Converses filològiques». A: Fabra, Pompeu. Obres Completes. Volum 7: Converses filològiques (pdf).  Barcelona: Institut d'Estudis Catalans, 2010. ISBN 978-84-8256-037-3 [Consulta: 9 gener 2016].
- Garcia Cairó 1990 : Garcia Cairó, Roberto «Glosa por el Académico de Número Excmo. Sr. Dr. D. Roberto Garcia Cairo. Sesión necrológica de nuestro Presidente perpetuo Exco. Sr. Dr. D. Ricardo Piqué Batlle (q.e.p.d.) (traducción del origonal catalán)» (pdf) (en castellà). Anales de la Real Academia de Ciencias Económicas y Financieras. Cursos académicos 1990 - 1991 / 1991 - 1992. Reial Acadèmia de Ciències Econòmiques i Financeres [Barcelona], Tomo XXI, 1995, pàgs. 9-12 [Consulta: 9 gener 2016].
- Goxens 1990 : Goxens Duch, Antonio «Glosa por el Académico de Número Excmo. Sr. Dr. D. Antonio Goxens Duch. Sesión necrológica de nuestro Presidente perpetuo Exco. Sr. Dr. D. Ricardo Piqué Batlle (q.e.p.d.)» (pdf) (en castellà). Anales de la Real Academia de Ciencias Económicas y Financieras. Cursos académicos 1990 - 1991 / 1991 - 1992. Reial Acadèmia de Ciències Econòmiques i Financeres [Barcelona], Tomo XXI, 1995, pàgs. 13-15 [Consulta: 9 gener 2016].
- Macià 2012 : Macià Farré, Marc. ««Un riu de sang nova»: Catalanismo, nacionalismo e identidades juveniles en el mundo rural catalán de entreguerras». A: No es país para jóvenes. Encuentro de Jóvenes Investigadores en Historia Contemporánea (2. 2009. Granada) (pdf) (en castellà).  Instituto Valentín Foronda, 2012. ISBN 978-849860-636-2.
- Murgades-Toldrà 2010 : Murgades, Josep; Toldrà, Maria. «Criteris d'anotació, disposició i continguts de l'aparat ecdòtic». A: Fabra, Pompeu. Obres Completes. Volum 7: Converses filològiques (pdf).  Barcelona: Institut d'Estudis Catalans, 2010. ISBN 978-84-8256-037-3 [Consulta: 9 gener 2016].
- Pifarré 1990 : Pifarré Riera, Mario «Glosa por el Presidente de la Real Academia de Ciencias Económicas y Financieras Excmo. Sr. Dr. D. Mario Pifarré Riera. Sesión necrológica de nuestro Presidente perpetuo Exco. Sr. Dr. D. Ricardo Piqué Batlle (q.e.p.d.) (traducción del origonal catalán)» (pdf) (en castellà). Anales de la Real Academia de Ciencias Económicas y Financieras. Cursos académicos 1990 - 1991 / 1991 - 1992. Reial Acadèmia de Ciències Econòmiques i Financeres [Barcelona], Tomo XXI, 1995, pàgs. 17-23 [Consulta: 9 gener 2016].